# Nidal Ayyad
Nidal A. Ayyad (em árabe: نضال عياد) nasceu em 1968 e é um terrorista condenado pelo atentado ao World Trade Center em 1993. Ele está atualmente a cumprir uma pena de 86 anos no Estabelecimento Prisional nos EUA, em Coleman, pelo seu papel no atentado.

## Infância e educação
Ayyad nasceu em 1968 no Kuwait, filho de pais palestinos, depois de eles fugiram do seu país, devido à Guerra dos Seis Dias. Em 1985, Ayyad emigrou para os Estados Unidos da América e tornou-se cidadão americano naturalizado em 1991, tendo-se formado na Universidade Rutgers e trabalhado como engenheiro químico na AlliedSignal em Nova Jersey.

## Papel no atentado ao World Trade Center
Ele era o mais culto no grupo terrorista, uma vez que tinha um curso universitário. Dada a sua carreira de sucesso, ele arriscou uma boa vida na América ao participar no ato terrorista.
O principal pensador do atentado foi Ramzi Yousef, que se encontrou com Ayyad e os outros terrosristas para planearem o atentado ao Estado americano.O plano consistia em conduzir uma carrinha até ao estacionamento do World Trade Center e explodir uma bomba caseira com grande capacidade explosiva, causando o desabamento das Torres Gémeas, primeiro a Norte que posteriormente cairia sobre a Sul, o que teria causado milhares de mortes. Em vez disso, a explosão não ocorreu como esperado, pois a carrinha deveria ter sido colocada mais perto do pilar Sul, não causando o desabamento do prédio. Mesmo assim, este equipamento explosivo destruiu o estacionamento, criando uma extensa cratera e matando 6 pessoas. Ayyad ajudou a coordenar o atentado e a criar a bomba com os seus conhecimentos químicos.

## Prisão e sentença
Ayyad foi preso a 10 de março de 1993. O FBI comparou seu ADN com vestígios de saliva encontrados no envelope da carta com as clausulas do fim dos ataques terroristas por parte dos grupos radicais islâmicos. Um especialista do FBI recuperou, posteriormente, um documento do computador de trabalho de Ayyad que ajudou a sentenciá-lo. Em março de 1994, Ayyad e quatro co-participantes, Mohammed A. Salameh, Mahmud Abouhalima e Ahmad Ajaj, foram condenados pelo atentado ao World Trade Center. Em Maio de 1994, foram condenados a 240 anos de prisão. Nos anos seguintes, eles receberam várias reduções de pena, o que pode permitir que andem livres na faixa dos 90/100 anos. Ele está atualmente detido na Penitenciária dos Estados Unidos, Coleman, na Flórida, cumprindo uma pena de 86 anos e será libertado em 2067.